# Арсений Охридски (15 век)
Арсений е охридски архиепископ към 1400/1401 г. Едничкото известно свидетелство за него е заключителната бележка на намиращ се в Москва (Държавен исторически музей, собр. А. И. Хлудова, № 158) ръкописен миней. На обратната страна на лист 251 там е отбелязано, че книгата била преписана „благоволением преосвященным архиепископом Призреньскым кир Арсением... в поминовение ему и вечную память. Лето же бе тогда 6909“ (тоест 1400/1401 от Рождество Христово). Думата „призренски“ обаче е написана с друг почерк и мастило, на изстъргано място. Първоначалният текст на това място е нечетлив, но тъй като Призрен никога не е бил архиепископско седалище, единствената възможна възстановка е „Охридскым“.